# Fibra ottica multimodale

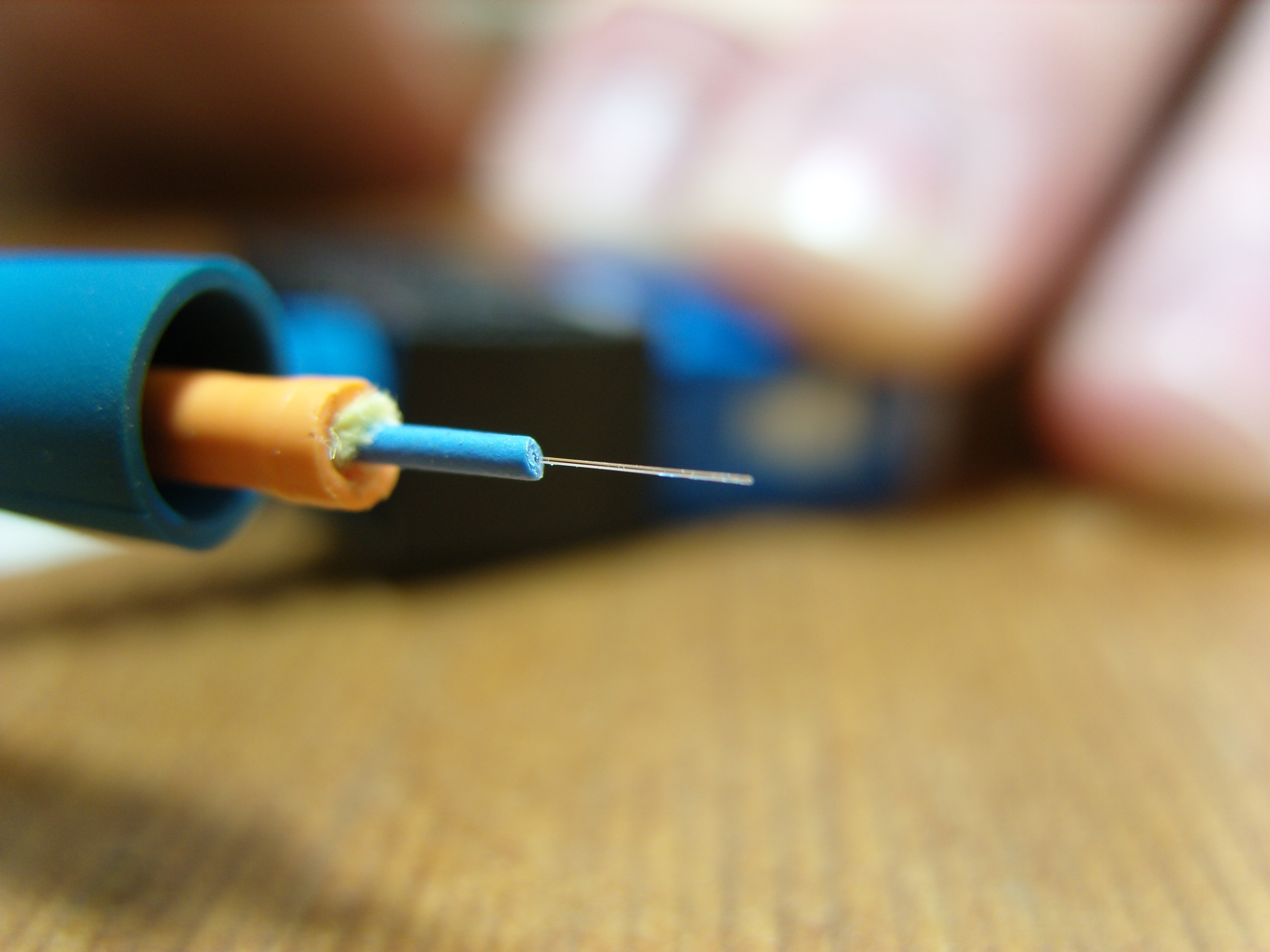
Una fibra ottica multimodale a 1,25 Gbit/s

La fibra ottica multimodale è un particolare tipo di fibra ottica, utilizzato soprattutto per le comunicazioni a breve distanza (ad esempio, nello stesso edificio, o in un campus) e, in particolar modo, data la sua elevata capacità e affidabilità, per i collegamenti backbone. Le tipiche fibre multimodali hanno un ritmo binario medio che va dai 0,1 ai 100 Gbit/s, e possono percorrere distanze che vanno, rispettivamente, dai 2 000 m ai 100 m (più che sufficienti per la maggior parte delle applicazioni locali). Tipicamente, la fibra ottica multimodale può sostenere un bit rate di 100 Mbit/s per distanze di massimo 2 km (100BASE-FX), 1 Gbit/s per distanze di massimo 1 km (1000BASE-SX) e 10 Gbit/s per distanze di massimo 550 m.

## Confronto con la fibra ottica monomodale

L'immagine illustra come si propaga la luce all'interno di una fibra ottica multimodale

La differenza principale tra la fibra ottica multimodale e quella monomodale è che il nucleo della prima possiede un diametro più largo, tipicamente compreso tra i 50 ed i 100 μm, mentre quello delle fibre monomodali ha un diametro compreso fra gli 8,3 ed i 10 μm.
L'attrezzatura necessaria per le comunicazioni con fibra ottica multimodale è meno costosa rispetto a quella per le comunicazioni in fibra monomodale: infatti, a causa delle grandi dimensioni del nucleo, e quindi della larga apertura numerica, le fibre multimodali hanno una capacità di "raccogliere la luce" maggiore rispetto a quelle monomodali. In termini pratici, la dimensione del nucleo più grande semplifica i collegamenti e permette anche l'utilizzo di un'elettronica a basso costo, come i diodi ad emissione luminosa (LED) e i laser a cavità verticale a emissione superficiale (VCSEL) che operano ad una lunghezza d'onda compresa fra gli 850 nm e i 1300 nm (le fibre monomodali utilizzate nelle telecomunicazioni operano fra i 1310 e i 1550 nm e richiedono strumenti laser più costosi).

## Confronto fra i vari standard
| Standard di trasmissione | Lunghezza massima | Lunghezza massima | Lunghezza massima | Lunghezza massima | Lunghezza massima |
| Standard di trasmissione | 100 Mb Ethernet   | 1 Gb Ethernet     | 10 Gb Ethernet    | 40 Gb Ethernet    | 100 Gb Ethernet   |
| ------------------------ | ----------------- | ----------------- | ----------------- | ----------------- | ----------------- |
| OM1 (62.5/125)           | 2000 m (FX)       | 275 m (SX)        | 33 m (SR)         | Non supportato    | Non supportato    |
| OM2 (50/125)             | 2000 m (FX)       | 550 m (SX)        | 82 m (SR)         | Non supportato    | Non supportato    |
| OM3 (50/125)             | 2000 m (FX)       | 550 m (SX)        | 300 m (SR)        | 100 m             | 100 m             |
| OM4 (50/125)             | 2000 m (FX)       | 1000 m (SX)       | 550 m (SR)        | 150 m             | 150 m             |